# Petrus Nigidius (Philosoph)
Petrus  Nigidius (* 22. November 1536 in Marburg; † 18. Juli 1606) war  ein deutscher Philosoph, Jurist und Rektor der Universität Marburg.

## Leben
Petrus Nigidius wurde als Sohn des gleichnamigen Universitätsprofessors Petrus Nigidius (1501–1583) geboren. Er war der Großvater der Universitätsprofessoren Johann Heinrich Dauber und Johann Peter Dauber. Bereits im Alter von 16 Jahren hatte er den Bakkalaureusgrad an der Universität Marburg erworben und führte zwei Jahre später den Titel Magister. Von 1563 an war er hier als Ökonom tätig und erhielt 1565 oder 1566 einen Lehrstuhl für Ethik. Im November 1570 promovierte er zum Dr. jur. Bevor Nigidius in den Jahren 1586–1587 und 1594–1595 Rektor der Universität Marburg wurde, nahm er von 1574 bis 1575 die Stelle des Dekans der Philosophischen Fakultät ein. Als Syndikus übernahm er 1959 die Rechtsvertretung der Universität. Dieses Amt hatte er bis zu seinem Ausscheiden aus dem Dienst inne.
Am 9. Mai 1603 wurde Nigidius auf seinen Antrag hin emeritiert. Sein Sohn Peter Hermann trat in seine Fußstapfen und wurde ebenfalls Universitätsprofessor.